# Sân vận động Sports City
Một trong những sân vận động tại Qatar trong kì World Cup 2022 tại Qatar là sân vận động Sports City (Doha).

## Sơ lược
Sân Sports City, với 47.560 chỗ ngồi, được xây dựng với nguồn cảm hứng từ chiếc lều truyền thống Ả Rập. Đây là sân vận động có phong cách kiến trúc Hồi giáo, với mái nhà có thể thu vào, một phần thu vào sân và đứng thu vào sẽ làm cho buổi chiếu ra mắt của Qatar sân vận động đa phương tiện sử dụng trong những thập kỷ sau 2022 FIFA World Cup.